# Jørgen Christensen
Jørgen Christensen, född 3 december 1871 och död 8 december 1937, var en dansk politiker.
Christensen blev grosshandlare i Vejle 1897, och svensk vicekonsul 1921. Efter att ha flitigt deltagit i hemstadens politiska och sociala liv blev Christensen, som anslutit sig till Venstre, 1922-24 handelsminister i Niels Neergaards ministär. 1924 var han en kort tid folketingsman.

## Utmärkelser
- Kommendör av Dannebrogorden,  1923[1]

[Redigera Wikidata]